# Friedrich Justin Bertuch
Friedrich Justin Bertuch (Weimar, 1747. szeptember 30. – Weimar, 1822. április 3.) német könyvkereskedő, író és fordító.

## Életútja
Jénában teológiát és jogot hallgatott, majd a dán követ fiainak nevelője lett Madridban, ahol a spanyol nyelvet és irodalmat behatóan tanulmányozta. Hazatérve, Károly Ágost herceg igen pártfogolta a művelt és munkás férfiút és 1775-ben titkárává nevezte ki. Nagy vállalatai: Allgemeine Literatur-Zeitung (Jéna, 1785-től); Journal des Luxus und der Moden (1786); Bilderbuch für Kinder (1790-től 190 füzet) irodalom- és műveltségtörténeti szempontból igen fontosak. Az 1789-ben alapított Industrie-Comptoirból lett 1804-ben a földrajzi intézet, melynek kiadványai (főleg a Weiland-féle Atlas és a Geographische Ephemeriden 1798-tól) Németországban korszakot alkotnak a földrajzi tudomány terén. Szintén korszakot alkotnak a spanyol és portugál irodalom ismertetését célzó művei: Magazin der spanischen und portugiesischen Literatur (1780, 3 kötet) valamint fordításai: Spanyol és portugál drámák (1782), Don Quijote (1775). Saját drámái és egyéb költői művei jelentéktelenek. Említést érdemel, hogy Elfride című szomorújátékát (1775) Dugonics András Kun László címmel magyarosította.
1792-ben a Leopoldina Német Természettudományos Akadémia tagjává választották.

## Magyarul
- Elfridé, vagy-is a' szépség áldozattyai. Szomoru játék, három felvonásokban; szabadon ford. németből K. Boér Sándor; Hochmeister Márton, Kolozsvár, 1793
- Természethistóriai képeskönyv az ifjúság hasznára és gyönyörködtetésére. 1.; ford. Márton József; új, bőv. kiad.; Pichner Ny., Bécs, 1805